# 何良懋
何良懋（英語：Victor Leung Mau Ho；1955年2月22日—），華裔加拿大人，傳媒工作者、YouTube何良懋頻道Victor Channel播主及寫作人，前香港議會選委、前籌備委員會主席。

## 背景
何良懋在元朗公立中學完成學業（1973年中五、1974年中六）。1978年於香港中文大學新亞書院畢業，主修歷史系、副修政政系。1984年獲第十二屆香港青年文學獎。1987年至1994年先後任香港《亞洲週刊》創刊編輯、採訪總監、助理主責編輯。及後於1996年在香港中文大學硏究院傳播學部哲學碩士畢業，期間研究香港政治過渡對中文報紙報道中國的影響。他先後在香港中文大學新聞與傳播學院、香港大學SPACE、香港浸會大學、香港公開大學及香港樹仁學院擔任新聞傳播系、翻譯系等課程兼任講師。
何良懋離開香港前往加拿大後曾擔任多倫多的加拿大中文電台新聞部時事節目主持人、溫哥華加拿大都市報總編輯及《星島日報》卑詩版總編輯，工作13年後退休。他於2020年11月9日到加拿大眾議院加拿大-中國關係特別委員會為香港人權問題作國會聽證。2022年7月28日，何良懋聯同袁弓夷及梁頌恆於多倫多成立香港議會籌備委員會，任委員會主席一職。2022年8月3日，香港保安局指三人因籌組香港議會，涉嫌違反《香港國安法》第22條顛覆國家政權罪而被香港警務處國家安全處通緝。
2024年12月24日，警方國安處發佈包括何良懋在內的6名海外港裔民主人士懸紅一百萬港元的通緝令，令其成為繼袁弓夷，任建峰，邵嵐及鄭敬基後又一位被正式通緝的非中國籍香港居民；包括其本籍加拿大在內的各國政要與國會議員皆對此立即回應，堅定反對跨國鎮壓。加拿大外交部長趙美蘭警告：「不會容忍香港當局在外地進行跨國鎮壓，包括對加拿大人或在加拿大境內的人進行威脅、恐嚇或脅迫。」何本人回覆這是收到2024年最佳圣誕禮物。
保安局於2025年8月4日刊憲，依據23條《維護國家安全條例》宣佈包括何良懋在內的16名國安通緝逃犯被列為潛逃者，並實施針對性制裁措施。

## 外部連結
- 廣傳媒的Facebook專頁
- YouTube上的廣傳媒頻道
- 香港議會選舉籌備委員會 （页面存档备份，存于）